# サクラ大戦V EPISODE 0〜荒野のサムライ娘〜
『サクラ大戦V EPISODE 0〜荒野のサムライ娘〜』（サクラたいせんふぁいぶ えぴそーどぜろ こうやのサムライむすめ）は、株式会社セガが2004年9月22日に発売したPlayStation 2用ゲームソフト。日本語、中国語、韓国語版が同時発売された。

## 概要
『サクラ大戦V 〜さらば愛しき人よ〜』の序章という位置付けで、『V』のメインヒロインであるジェミニを主人公とし、ジェミニが生まれ故郷のテキサスを旅立って紐育を目指して旅をする姿を描く。サクラ大戦シリーズとしては珍しいアクションゲームというジャンルである。プレイヤーは愛馬ラリーに跨ったジェミニを操作して、敵である野良蒸気などを倒していく。
隠しキャラクターとして、大神、さくら、エリカなど旧作からの登場人物やそれぞれの光武などが登場する。

## ストーリー
1927年。テキサス生まれのカウガール、ジェミニ･サンライズは、師匠ミフネの遺言により愛馬ラリーと愛剣レッド・サンを手に紐育を目指して旅をしていた。途中、謎の集団に襲われているところを助けた少女フワニータと共に旅をすることになったジェミニだったが、その後フワニータとアメリカの存亡を賭けた戦いに巻き込まれていくことを彼女はまだ知らなかった。

## 登場人物
詳細はサクラ大戦シリーズの登場人物、ジェミニとラリーのみ紐育華撃団#ジェミニ・サンライズを参照。

## ゲームシステム
アドベンチャーパートとアクションパートに分かれており、二つを一まとめにしてミッションと呼ぶ形式になっている。ミッションをこなしていくことで最終的にはエンディングを迎える。一度クリアしたミッションも再度挑戦できるが、その際ストーリー部分は省かれる。メインミッションの他、元々ストーリーのないサブミッションもある。従来のテレビアニメを意識した作りとは異なり、次回予告などはない。
ミッションの前には、SP（スキルポイント。ジェミニの能力強化に必要なポイント）でジェミニを強化したり、装備する剣の変更、ラリーの馬具の変更などが行える。

### アドベンチャーパート
戦闘の前や合間などに挿入されるストーリー部分。従来通りLIPSもあるが、主人公がジェミニであるため、影響するのはヒロインの好感度ではなくSPである。

### アクションパート
本作のメインとなる戦闘パート。ラリーに乗ったジェミニを操作して指定された目標をクリアする。ジェミニの攻撃とラリーの攻撃には別々のボタンが割り振られており、それぞれの攻撃を合わせる事でより強い攻撃を行うことが可能である。
チェインと呼ばれるシステムがあり、敵を倒すとチェインゲージが溜まり、その時間内に他の敵を倒すとチェインが蓄積されていく。チェインを多く繋げれば繋げるほどボーナスが貰え、クリア後の評価も高くなる。ラリーによる攻撃の方が剣よりもチェインゲージが溜まり、またダメージを受けるとチェインは解除されてしまうため、如何にダメージを受けず剣とラリーによる攻撃を組み合わせるかが、評価を上げる肝となる。
剣にはそれぞれ必殺技があり様々な効果がある。剣によって一定の回数制限があるが、マップにある回数を回復させるアイテムを取るか、チェインを20回繋げると回復する。
ジェミニのHPが0になるか、マップから落ちるとゲームオーバーとなり戦闘をやり直すことになる。

## 作品用語
野良蒸気
主にダグラス･スチュワート社の無人の人型蒸気が暴走したもので、無差別に人に襲いかかる。映画『サクラ大戦 活動写真』にてパトリックが殺害されたため、指揮系統を失った人型蒸気が暴走したという説がある。
騎兵隊
アメリカ全土におり、野良蒸気やパトリックの怪人たちと戦っている。蒸気バイクに乗っているため「騎兵隊」と呼ばれる。チェンバーはテキサス騎兵隊、ブレッドは元第7騎兵隊の所属である。

## スタッフ
- 原作:広井王子
- 脚本:あかほりさとる
- キャラクター原案:藤島康介
- キャラクターデザイン:松原秀典
- 音楽:田中公平
  - OP「サムライ魂（オープニングバージョン）」
    - 作詞：広井王子、作編曲：田中公平／歌：小林沙苗

  - ED「サムライ魂」
    - 作詞：広井王子、作曲：田中公平、編曲　岩崎文紀／歌：小林沙苗